# Něco se musí zlomit
Něco se musí zlomit (švédsky Nånting måste gå sönder, anglicky Something Must Break) je švédský hraný film režiséra Estera Martina Bergsmarka z roku 2014. 
Vznikl na základě knihy transgender umělce Eliho Levéna Du är rötterna som sover vid mina fötter och håller jorden på plats (2010). Tomu Bergsmark věnoval svůj předchozí celovečerní dokument Hlemýžďky (Pojktanten, 2012).
Bergsmarkův hraný debut Něco se musí zlomit vypráví příběh androgynního dvacetiletého chlapce Sebastiana s ženským alter egem Ellie, který potkává pankáče Andrease a pojme ho za svou životní lásku. Ten se však nepovažuje za gaye, a tak začíná poněkud nevšední romance.

## Postavy a obsazení
| Saga Becker     | Sebastian / Ellie |
| Iggy Malmborg   | Andreas           |
| Shima Niavarani | Lea               |
| Mattias Åhlén   | Mattias           |

## Uvedení a přijetí
Film byl uveden mimo jiné na Berlinale a na festivalech v Göteborgu a Rotterdamu (zde získal hlavní cenu Tiger Award). Severoamerickou premiéru měl v dubnu 2014 na festivalu Tribeca v New Yorku.
V červenci 2014 byl uveden na MFF Karlovy Vary v sekci „Jiný pohled“ a v listopadu téhož roku na queer filmovém festivalu Mezipatra, kde získal cenu hlavní poroty. Ta ocenila „originalitu postav a jejich ohromující perspektivu, kterou lze v kinematografii zakusit jen výjimečně“.